# Élections législatives de 2002 dans le Gers
Les élections législatives françaises de 2002 se déroulent les 9 juin et 16 juin 2002. Dans le département du Gers, deux députés sont à élire dans le cadre de deux circonscriptions.

## Élus
| Circonscription | Député sortant                                | Parti | Parti | Député élu ou réélu | Parti | Parti |
| --------------- | --------------------------------------------- | ----- | ----- | ------------------- | ----- | ----- |
| 1re             | Jean-Pierre Pujol suppléant de Claude Desbons |       | PS    | Philippe Martin     |       | PS    |
| 2e              | Yvon Montané                                  |       | PS    | Gérard Dubrac       |       | UMP   |

## Résultats

### Résultats à l'échelle du département
| Parti                                    | Parti                               | Premier tour | Premier tour | Second tour | Second tour | Sièges |
| Parti                                    | Parti                               | Voix         | %            | Voix        | %           | Sièges |
| ---------------------------------------- | ----------------------------------- | ------------ | ------------ | ----------- | ----------- | ------ |
|                                          | Parti socialiste                    | 33 843       | 36,08        | 47 104      | 52,23       | 1      |
|                                          | Parti communiste français           | 3 977        | 4,24         |             |             | 0      |
|                                          | Les Verts                           | 1 130        | 1,20         | 0           |             |        |
|                                          | Pôle républicain                    | 389          | 0,41         | 0           |             |        |
|                                          | Gauche parlementaire                | 39 339       | 41,94        | 47 104      | 52,23       | 1      |
|                                          |                                     |              |              |             |             |        |
|                                          | Union pour un mouvement populaire   | 22 447       | 23,93        | 43 074      | 47,77       | 1      |
|                                          | Divers droite                       | 7 955        | 8,48         |             |             | 0      |
|                                          | Union pour la démocratie française  | 6 650        | 7,09         | 0           |             |        |
|                                          | Mouvement pour la France            | 1 007        | 1,07         | 0           |             |        |
|                                          | Majorité présidentielle             | 38 059       | 40,58        | 43 074      | 47,77       | 1      |
|                                          |                                     |              |              |             |             |        |
|                                          | Front national                      | 6 893        | 7,35         |             |             | 0      |
|                                          | Extrême gauche dont LCR et LO       | 3 430        | 3,66         | 0           |             |        |
|                                          | Chasse, pêche, nature et traditions | 2 785        | 2,97         | 0           |             |        |
|                                          | Extrême droite dont MNR             | 2 663        | 2,84         | 0           |             |        |
|                                          | Génération écologie                 | 589          | 0,63         | 0           |             |        |
|                                          | Divers                              | 40           | 0,04         | 0           |             |        |
|                                          |                                     |              |              |             |             |        |
| Inscrits                                 | Inscrits                            | 135 671      | 100,00       | 135 642     | 100,00      | 2      |
| Abstentions                              | Abstentions                         | 39 075       | 28,8         | 41 017      | 30,24       |        |
| Votants                                  | Votants                             | 96 596       | 71,2         | 94 625      | 69,76       |        |
| Blancs et nuls                           | Blancs et nuls                      | 2 798        | 2,9          | 4 447       | 4,7         |        |
| Exprimés                                 | Exprimés                            | 93 798       | 97,1         | 90 178      | 95,3        |        |
| Source : Ministère de l'Intérieur - Gers |                                     |              |              |             |             |        |

### Résultats par circonscription

#### Première circonscription (Auch)
| Candidat       | Candidat                      | Parti          | Premier tour | Premier tour | Second tour | Second tour |  |
| Candidat       | Candidat                      | Parti          | Voix         | %            | Voix        | %           |  |
| -------------- | ----------------------------- | -------------- | ------------ | ------------ | ----------- | ----------- |  |
|                | Philippe Martin élu           | PS             | 19 444       | 40,25        | 26 191      | 56,37       |  |
|                | Geneviève Broussy             | UMP            | 10 736       | 22,22        | 20 272      | 43,63       |  |
|                | Alain Duffourg                | UDF            | 6 650        | 13,77        |             |             |  |
|                | Roger L'Her                   | FN             | 3 241        | 6,71         |             |             |  |
|                | Colette Bassac                | PCF            | 1 928        | 3,99         |             |             |  |
|                | Ginette Dupuy                 | CPNT           | 1 337        | 2,77         |             |             |  |
|                | Marie Bordessoule             | Extrême droite | 1 157        | 2,39         |             |             |  |
|                | Janine Lasserre               | LCR            | 930          | 1,93         |             |             |  |
|                | Évelyne Nybelen               | Les Verts      | 874          | 1,81         |             |             |  |
|                | Jean Falco                    | Extrême gauche | 652          | 1,35         |             |             |  |
|                | Sabine Protat                 | MPF            | 449          | 0,93         |             |             |  |
|                | Michel Picard                 | LO             | 362          | 0,75         |             |             |  |
|                | Simone Arnaude                | GÉ             | 255          | 0,53         |             |             |  |
|                | Marie-France Van Der Cruyssen | MNR            | 254          | 0,53         |             |             |  |
|                | Henri Castères                | Divers         | 40           | 0,08         |             |             |  |
|                |                               |                |              |              |             |             |  |
| Inscrits       | Inscrits                      | Inscrits       | 70 237       | 100,00       | 70 216      | 100,00      |  |
| Abstentions    | Abstentions                   | Abstentions    | 20 477       | 29,15        | 21 526      | 30,66       |  |
| Votants        | Votants                       | Votants        | 49 760       | 70,85        | 48 690      | 69,34       |  |
| Blancs et nuls | Blancs et nuls                | Blancs et nuls | 1 451        | 2,92         | 2 227       | 4,57        |  |
| Exprimés       | Exprimés                      | Exprimés       | 48 309       | 97,08        | 46 463      | 95,43       |  |

#### Deuxième circonscription (Condom)
| Candidat       | Candidat               | Parti                      | Premier tour | Premier tour | Second tour | Second tour |  |
| Candidat       | Candidat               | Parti                      | Voix         | %            | Voix        | %           |  |
| -------------- | ---------------------- | -------------------------- | ------------ | ------------ | ----------- | ----------- |  |
|                | Yvon Montané sortant   | PS                         | 14 399       | 31,65        | 20 913      | 47,84       |  |
|                | Gérard Dubrac élu      | UMP                        | 11 711       | 25,74        | 22 802      | 52,16       |  |
|                | Gérard Bézerra         | Divers droite (Maj. prés.) | 7 955        | 17,49        |             |             |  |
|                | Marie-Thérèse Bergé    | FN                         | 3 652        | 8,03         |             |             |  |
|                | Paul Capéran           | PCF                        | 2 049        | 4,5          |             |             |  |
|                | Christian Touhé-Rumeau | CPNT                       | 1 448        | 3,18         |             |             |  |
|                | Michel Camberbet       | Extrême droite             | 1 082        | 2,38         |             |             |  |
|                | Marie-Andrée Allard    | LCR                        | 699          | 1,54         |             |             |  |
|                | Jean-Paul Laban        | MPF                        | 558          | 1,23         |             |             |  |
|                | Nicole Jullian         | Extrême gauche             | 418          | 0,92         |             |             |  |
|                | Joëlle Mellier         | Pôle républicain           | 389          | 0,86         |             |             |  |
|                | Marie-Michèle Viau     | LO                         | 369          | 0,81         |             |             |  |
|                | Annick Ballarin        | GÉ                         | 334          | 0,73         |             |             |  |
|                | Alain Braconnier       | Les Verts                  | 256          | 0,56         |             |             |  |
|                | Élisabeth Barrère      | MNR                        | 170          | 0,37         |             |             |  |
|                |                        |                            |              |              |             |             |  |
| Inscrits       | Inscrits               | Inscrits                   | 65 434       | 100,00       | 65 426      | 100,00      |  |
| Abstentions    | Abstentions            | Abstentions                | 18 598       | 28,42        | 19 491      | 29,79       |  |
| Votants        | Votants                | Votants                    | 46 836       | 71,58        | 45 935      | 70,21       |  |
| Blancs et nuls | Blancs et nuls         | Blancs et nuls             | 1 347        | 2,88         | 2 220       | 4,83        |  |
| Exprimés       | Exprimés               | Exprimés                   | 45 489       | 97,12        | 43 715      | 95,17       |  |